# قطاع الكهرباء في كندا

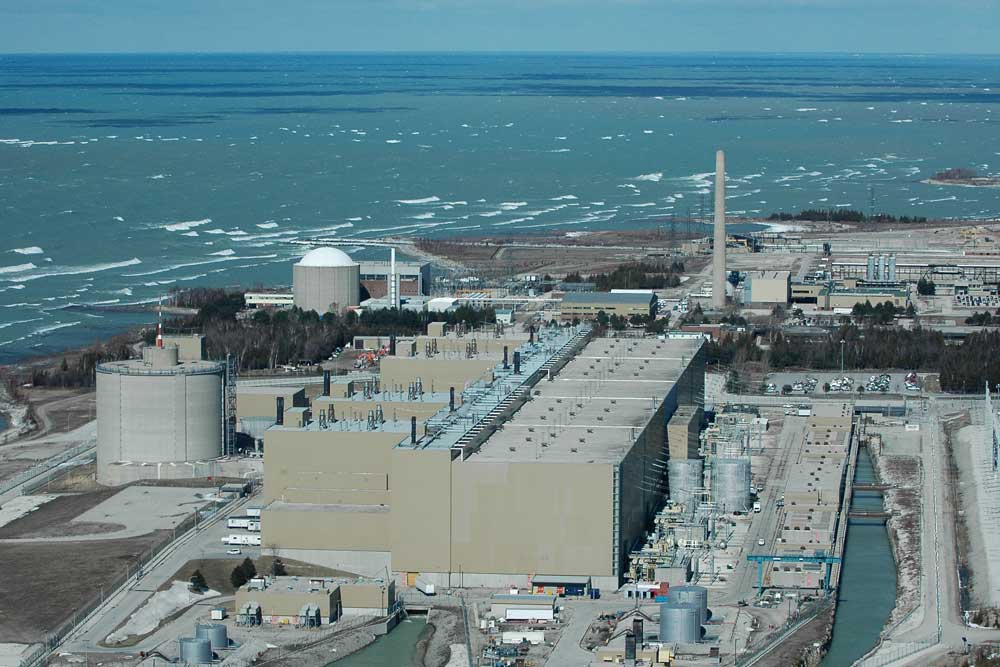

لعب قطاع الكهرباء في كندا دورًا مهمًا في الحياة السياسية والاقتصادية للدولة منذ أواخر القرن التاسع عشر. ويُنظَم هذا القطاع على مستوى المقاطعات والأقاليم. وفي أغلب المقاطاعات، تلعب المرافق العامة المتكاملة المملوكة للحكومة دورًا رائدًا في توليد الكهرباء ونقلها وتوزيعها. وقد أقامت كلٌ من أونتاريو وألبيرتا أسواقًا للكهرباء على مدار العِقد الأخير بهدف زيادة الاستثمار والمنافسة في هذا القطاع الاقتصادي.
تُعَد كندا ثاني أكبر منتج للطاقة الكهرومائية، التي ساهمت بنسبة 58% من إجمالي توليد الكهرباء في عام 2007. ومنذ عام 1960، أدت مشروعات الطاقة الكهرومائية الكبرى، لا سيما في كيبيك، وكولومبيا البريطانية، ومانيتوبا ونيوفاوندلاند واللابرادور، إلى زيادة كبيرة في قدرة إنتاج الكهرباء بالدولة. وقد أمد مفاعلات كاندو النووية أكثر من نصف الطلب على الكهرباء الإقليمية في عام 2007.
وتُعَد المنازل والمكاتب والمصانع في كندا من كبرى الجهات المستخدمة للكهرباء، أو الطاقة الكهرومائية، كما يُطلَق عليها عادةً في كندا. وفي عام 2007، كان استهلاك الطاقة في كندا لكل فرد من بين أعلى معدلات الاستهلاك في العالم؛ إذ بلغ المتوسط له 16995 كيلوواط في الساعة سنويًا.

## معلومات تاريخية
اتسمت الكهرباء بأهميتها في الاقتصاد والسياسة منذ أواخر القرن التاسع عشر. وفي التسعينيات من القرن التاسع عشر، تنافست ثلاث شركات لتطوير شلالات نياجرا الكندية. وبعد الحرب العالمية الأولى، تم إنشاء مرافق إقليمية للكهرباء. وقد انصب تركيز الشركات الحكومية على إدخال الكهرباء إلى المناطق الريفية والتنمية الكهرومائية.

## التنظيم
يُنظَّم قطاع الكهرباء في كندا على مستوى القطاعات والأقاليم كجزء من سلطتها على الموارد الطبيعية. وقد أقامت جميع هذه المقاطاعات والأقاليم مجالس للمرافق، ونظمت النقل ومعدلات التوزيع.
أدت عملية التحرير التي شهدها عِقد التسعينيات من القرن العشرين إلى تغيير بعض المعايير، مثل تفكيك وظائف التوليد والنقل والتوزيع للمرافق الضرورية بهدف تعزيز سوق جملة تنافسي، أو - كما هو الحال مع كبار الجهات المصدرة، مثل كيبيك وكولومبيا البريطانية - الامتثال للأمر رقم 888 الصادر عن اللجنة التنظيمية الفيدرالية للطاقة وقواعد السوق الأمريكية الأخرى. ولا تزال معظم الحكومات الإقليمية تحتفظ بحصة مالية كبيرة كجهات تشغيلية في أسواق الكهرباء.